# Together Again (canção de Evanescence)
"Together Again" é uma canção da banda de metal alternativo americana Evanescence. Foi escrita em 2005 e gravada no ano seguinte para o álbum The Open Door. Depois, foi lançada no álbum de coletânea Lost Whispers, em 2016.

## Antecedentes
Originalmente a canção foi escrita pela vocalista Amy Lee para a trilha sonora do filme The Chronicles of Narnia: The Lion, the Witch and the Wardrobe, porém foi rejeitada por ser "muito obscura", assim como "Lacrymosa". Mais tarde, os produtores do filme afirmaram que nenhuma canção de Lee ou do Evanescence foi cotada para o longa-metragem.
"Together Again" foi especulada para entrar no segundo álbum de estúdio da banda, The Open Door (2006), porém isso não ocorreu.

## Lançamento
Quatro anos após sua gravação, a canção foi lançada como single promocional em 23 de fevereiro de 2010 para download digital em prol de beneficiar as vítimas do terremoto no Haiti. Para quem doasse cinco dólares ou mais para o site da UNF, faria o download gratuito da música.
No fórum EvThreads.com, Amy explicou sobre a canção.
| “ | "Together Again" é uma canção escrita durante a era do álbum The Open Door. Eu sempre a amei e queria encontrar o lugar perfeito para ela. Ela não entrou para o filme de Narnia e não entrou para o The Open Door, e devido a todos os outros acontecimentos que surgiram ela acabou por não ser lançada. A gravação que você está ouvindo foi feita entre 2005 e 2006, juntamente com as outras canções. Minha gravadora concordou em doar a sua parte, e a editora fez o mesmo, Ted Jensen (que é um masterizador bem conhecido) ajustou e terminou a música. Tenho muito orgulho de dizer que todo o dinheiro que é doado para o download de nossa canção, exceto para a taxa de transação de cartão de crédito, vai para o Haiti. | ” |

## Paradas musicais
| Paradas (2010)            | Melhor posição |
| ------------------------- | -------------- |
| Canadá (Canadian Hot 100) | 86             |